# Дністровський ландшафтний заказник
Дністро́вський зака́зник — ландшафтний заказник місцевого значення в Україні. Розташований у межах Новоушицького району Хмельницької області, між селами Пижівка і Рудківці. 
Площа - 480 га. Статус надано 1989 року. Перебуває у віданні ДП «Новоушицький лісгосп» (кв. 37 вид.6,8,11 Зеленокуриловецького, кв. 30, вид. 5, кв.38, вид 1-6, 8 Новоушицького та кв. 44, 45 Струзького  лісництв). 
Статус надано з метою збереження природного комплексу на мальовничих лівобережних схилах каньйону річки Дністер. Зростають мішані ліси та рідкісні види рослин. Місцями є скелясті урвища. 
У деревостані зростають сосна звичайна, модрина, ялина європейська, ялиця, дуб червоний, звичайний та скельний, граб звичайний, ясен звичайний, клен, береза повисла, у видолинках – вільха чорна.
У трав'яному покриві зустрічається вальдштейнія гравілатоподібна, ряст порожнистий, чина синювата, самосил гайовий, холодок тонколистий, молочай мигдалевидний. Із рідкісних рослин трапляється підсніжник звичайний, зубниця бульбиста, первоцвіт весняний, сон великий.